# Pentti Arajärvi
Pentti Arajärvi (Hèlsinki, 2 de juny 1948) és un advocat finlandès, doctorat en Dret. Des de l'any 2000 és el marit de Tarja Halonen, qui va ser Presidenta de la República de Finlàndia del 2000 al 2012.